# 大潮又吉
大潮 又吉（おおしお またきち、1893年2月24日 - 1964年4月16日）は、福岡県山門郡大和町（現在の柳川市）出身で陸奥部屋に所属した大相撲力士。本名は塩塚 又吉。最高位は東関脇。現役時代の体格は182cm、90kg。得意手は右四つ、吊り、寄り、上手投げ、突っ張り。

## 来歴
1911年（明治44年）6月場所、序ノ口で初土俵を踏んだ。5年後の1916年（大正5年）5月場所に十両昇進、その翌年、1917年（大正6年）5月場所には入幕を果たした。この場所、初日から勝ち続けて9連勝、千秋楽こそ預りとなったものの9勝1預無敗の堂々たる成績で優勝旗手となった（この場所、優勝は同成績の大関栃木山）。新入幕力士の無敗は1914年（大正3年）5月場所の前頭14枚目両國以来の快挙で、その後も1945年（昭和20年）11月場所の前頭10枚目千代ノ山を最後に出ていない。
2場所後の1918年（大正7年）5月場所には早くも関脇に昇進、この場所負け越すも1920年（大正9年）1月場所では5日目に25連勝中だった横綱栃木山を渡し込みで破って金星を獲得するなど活躍し2回目の優勝旗手となった。
長身痩躯ながら筋骨逞しく怪力で足腰も強靱だったという。その強い力と足腰を生かしての上手投げがあり、吊り、足癖、さらに突っ張りもありと組んでよし離れてよしの取り口、時にあっけない相撲で敗れることもあったが、その素質から将来の大関と目す声もあった。しかし大酒が過ぎたこともあって体調を崩し、1921年1月場所に再び関脇に返り咲くもこの場所全休、さらに翌場所も全休してそのまま28歳で引退、年寄にもならず角界を去った。

## 主な成績
- 番付在位場所数：21場所
- 幕内在位：9場所（うち関脇2場所、小結1場所）
- 幕内成績：34勝15敗3分3預35休　勝率.694
- 優勝旗手：2回（1917年5月場所、1920年1月場所）
- 金星：1個（栃木山）
- 各段優勝：幕下1回（1916年1月場所）

### 場所別成績
| 1911年 （明治44年） | x                      | 西序ノ口37枚目 –             |
| 1912年 （明治45年） | 西序ノ口2枚目 –        | 西序二段40枚目 –             |
| 1913年 （大正2年） | 西三段目39枚目 –       | 東三段目36枚目 –             |
| 1914年 （大正3年） | 西三段目46枚目 –       | 東三段目筆頭 –               |
| 1915年 （大正4年） | 西幕下34枚目 –         | 東幕下22枚目 –               |
| 1916年 （大正5年） | 東幕下4枚目 優勝 5–0   | 西十両5枚目 3–2              |
| 1917年 （大正6年） | 西十両4枚目 4–1 1分1預 | 西前頭13枚目 9–0 1預         |
| 1918年 （大正7年） | 西前頭2枚目 2–1–6 1預  | 西関脇 4–5–1                 |
| 1919年 （大正8年） | 西前頭4枚目 1–1–8      | 西前頭9枚目 6–4              |
| 1920年 （大正9年） | 西前頭2枚目 6–1 2分1預 | 東小結 6–3–1                 |
| 1921年 （大正10年） | 東関脇 0–0–10          | 西張出前頭18枚目 引退 0–0–10 |
| 各欄の数字は、「勝ち-負け-休場」を示す。 優勝 引退 休場 十両 幕下 三賞：敢=敢闘賞、殊=殊勲賞、技=技能賞 その他：★=金星 番付階級：幕内 - 十両 - 幕下 - 三段目 - 序二段 - 序ノ口 幕内序列：横綱 - 大関 - 関脇 - 小結 - 前頭（「#数字」は各位内の序列） |                        |                              |

- 幕下以下の地位は小島貞二コレクションの番付実物画像による。

## 改名歴
- 汐ヶ濱　又吉 - 1911年6月場所 - 1912年5月場所
- 汐ヶ濱　太郎 - 1913年1月場所 - 1913年5月場所
- 大汐　又吉 - 1914年1月場所 - 1915年6月場所
- 大潮　又吉 - 1916年1月場所 - 1921年5月場所